# Hemibystra bystromorpha
Hemibystra bystromorpha là một loài tò vò trong họ Ichneumonidae.